# Flandre indienne
Flandre indienne est un terme forgé par Diego de Rosales au XVIIe siècle quand il a rédigé son Histoire générale du Royaume de Chili, Flandre indienne (Historia General del Reino de Chile, Flandes Indiano). L'ennemi interne des Espagnols dans la Capitainerie générale du Chili était les indiens situés dans la zone entre les rivières ÍtaLa[Quoi ?] et Toitén, nommés par les conquistadores les Araucans (Mapuches). Le Capitaine Olaverría disait en 1594 : «On n'a jamais vu ni connu aucune autre nation qui se soit battue pour défendre sa patrie et sa liberté que ces indiens, qui ait jamais baissé les armes ne serait-ce qu'une journée.»
Diego de Rosales compara donc la dureté des guerres espagnoles contre les Mapuches avec la guerre en Flandre, la Guerre de Quatre-Vingts Ans où tous les Pays-Bas se soulevèrent contre l'Espagne.